# Neckermoos
Das Neckermoos (Neckera crispa) ist eine Laubmoosart aus der Familie der Neckeraceae.

## Beschreibung
Die Art bildet große, bis 20 cm lange, stark glänzende, weit verzweigte Rasen. Die Stämmchen sind einschließlich der Blätter ca. 5 mm breit.
Wie bei allen Moosen der Familie sind die Blätter spiralig am Stämmchen angewachsen, sind aber so gedreht, dass alle Blätter in einer Ebene liegen. Auch die Seitenzweige liegen im Großen und Ganzen in dieser Ebene.
Die Blätter sind, auch mit bloßem Auge gut erkennbar, stark querwellig. Von der Form her sind sie zungenförmig bis länglich eiförmig und vorne zugespitzt. An der Blattspitze ist der Blattrand gezähnt. Eine Blattrippe fehlt oder ist nur sehr kurz.
Die Kapsel wird von der Seta deutlich über die Blätter emporgehoben.

## Verbreitung und Standortansprüche
Das Neckermoos wächst vor allem in Kalkgebirgen in nicht zu hohen Lagen an Stellen mit höherer Luftfeuchtigkeit, wo sie an Baumstämmen und Felsen lange, hängende Schleppen bilden kann.
Sie kommt im gemäßigten Europa und in den Gebirgen rund um das Mittelmeer vor.